# Kopa nad Krzyżnem
Kopa nad Krzyżnem (niem. Kreuzkoppe, słow. Kopa nad Krížnym, węg. Kereszt-domb) – kopulaste wzniesienie o wysokości 2130 m w długiej wschodniej grani Świnicy w polskich Tatrach Wysokich, pomiędzy Krzyżnem (2112 m) a Przełączką pod Ptakiem (ok. 2105 m). Kulminacja kończy grupę Buczynowych Turni po stronie wschodniej. Północno-zachodnie stoki Kopy nad Krzyżnem opadają ścianą do doliny Pańszczycy, południowo-wschodnie stromym trawiasto-skalistym stokiem w widły dwóch odnóg Żlebu pod Krzyżnem mającego ujście w Dolinie Roztoki.
Wejście na szczyt nie przedstawia żadnych trudności. Wraz z przełęczą Krzyżne należała do terenów pasterskich. Nieco poniżej szczytu (przez jego południowe zbocze) jest poprowadzony szlak Orlej Perci.

## Szlaki turystyczne
– czerwony (Orla Perć) przebiegający granią główną z Zawratu przez Kozi Wierch, Granaty i Buczynowe Turnie na Krzyżne.
- Czas przejścia z Zawratu na Krzyżne: 6-8 h
- Czas przejścia z Krzyżnego na Kozi Wierch (część Zawrat – Kozi Wierch jest jednokierunkowa!): ok. 4 h.

## Taternictwo
U taterników Kopa nad Krzyżnem nie wzbudza zainteresowania. Obecnie zresztą wspinaczka w tym rejonie jest zabroniona. Dawniej jednak istniało w jej rejonie kilka dróg wspinaczkowych:
- Granią z Przełączki pod Ptakiem na Krzyżne; 0 stopień trudności w skali tatrzańskiej, czas przejścia 5 min,
- Środkowym żebrem ściany północno-zachodniej; IV, 4 godz.,
- Środkową częścią ściany północno-zachodniej; II, 30 min[6].

Pierwsze wejście zimowe: Henryk Bednarski, Józef Lesiecki, Mariusz Zaruski, Stanisław Zdyb w drodze z Krzyżnego na Małą Buczynową Turnię, 4 marca 1910 r.

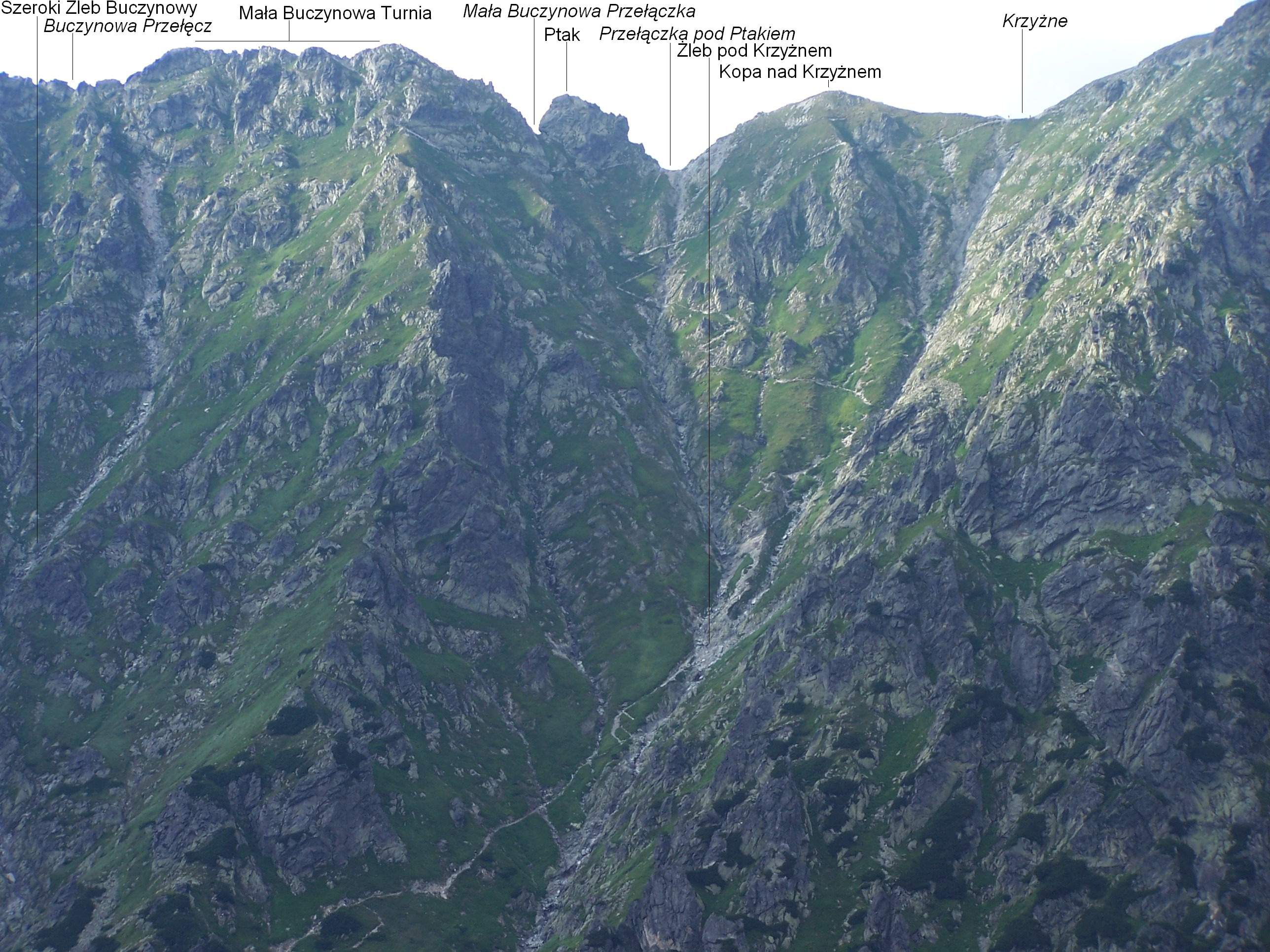
Widok ze Świstowej Czuby